# Bahamy
Bahamy, plným názvem Bahamské společenství, jsou ostrovní stát ležící jihovýchodně od Floridy a severovýchodně od Kuby. Území státu tvoří část Lucayského souostroví: 30 větších, 700 menších (nazývaných dle velikosti cays nebo keys, odkud pramení také Lucayské souostroví) a cca 2400 korálových ostrovů. Leží v Atlantském oceánu.

## Historie
Taínové osídlili Bahamy zhruba v 10. století. Už toto osídlení způsobilo vymírání místních druhů. Prvním místem, které Kryštof Kolumbus v Americe objevil, byl právě jeden z ostrovů Bahamského souostroví. V roce 1492 přistál na ostrovu San Salvador a prohlásil ho za španělskou državu. Většinu původního obyvatelstva odvezli Španělé jako otroky do zlatých dolů na Kubu a na Haiti, zbytek vymřel. Na počátku 17. století se na ostrově začali usazovat Britové a v roce 1717 se Bahamy staly britskou kolonií.
7. ledna 1964 byla udělena Bahamám samospráva a 10. července 1973 byla vyhlášena nezávislost. První premiér Lynden Pindling je označován za „otce bahamského národa“. Od počátku 80. let 20. století sem přicházejí uprchlíci z Haiti, kteří se snaží uniknout bídě a politickým nepokojům ve své zemi.
Bahamy jsou demokratickým státem řízeným podle westminsterského systému. Politickému životu v nezávislém státě dominují dvě strany, u vlády se střídají pravicové Free National Movement a levicová Progressive Liberal Party. Předsedou vlády je od roku 2021 Philip Davis z PLP. Plánuje se vyhlášení referenda o tom, zda se Bahamy stanou republikou.

## Státní symboly

### Vlajka
Bahamská vlajka je tvořena listem o poměru stran 1:2, se třemi vodorovnými pruhy – modrým, žlutým a modrým. U žerdi je pak černý rovnostranný klín.

## Geografie

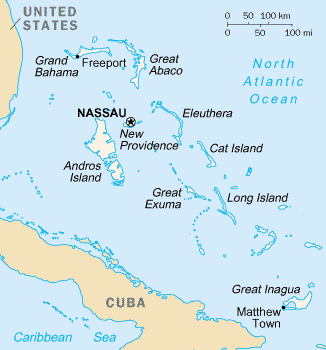
Mapa Bahamských ostrovů

Bahamy tvoří dlouhý řetěz nízkých vápencových a korálových ostrovů a více než 2000 drobných skalisek. Na Bahamách nenajdeme pohoří ani strmá pobřeží - převažují rozlehlé pláže. Nadmořská výška ostrovů je proto malá.
Podnebí je tropické, pod vlivem severovýchodních pasátů a teplého Golfského proudu. Průměrné teploty dosahují v nejteplejším srpnu 28 °C, v nejstudenějším únoru 21 °C. Srážky se pohybují mezi 1100 až 1600 mm za rok, na jihovýchodním konci souostroví méně než 1000 mm.

## Administrativní dělení
Bahamy se administrativně dělí na okruhy. Platí to pro všechny oblasti v zemi s výjimkou New Providencu. Je jich 31, z toho 23 se jich vytvořilo v roce 1996, zbytek v roce 1999.
| - 1 Acklins - 2 Berry Islands - 3 Bimini - 4 Black Point - 5 Cat Island - 6 Central Abaco - 7 Central Andros - 8 Central Eleuthera - 9 City of Freeport - 10 Crooked Island - 11 East Grand Bahama - 12 Exuma - 13 Grand Cay - 14 Harbour Island - 15 Hope Town - 16 Inagua | - 17 Long Island - 18 Mangrove Cay - 19 Mayaguana - 20 Moore's Island - 21 North Abaco - 22 North Andros - 23 North Eleuthera - 24 Ragged Island - 25 Rum Cay - 26 San Salvador - 27 South Abaco - 28 South Andros - 29 South Eleuthera - 30 Spanish Wells - 31 West Grand Bahama - New Providence | Okrsky v Bahamách |

## Ekonomika
Hlavní přírodní bohatství Baham představují pláže, které se nyní každoročně stávají místem radovánek několika milionů návštěvníků, většinou z USA. Cestovní ruch zajišťuje práci více než dvěma třetinám výdělečně činného obyvatelstva. Těží se sůl a dřevo. Jsou zde také rafinérie ropy. Významné je pěstování cukrové třtiny a ovoce, jako jsou ananasy a banány.
Země je rovněž sídlem řady bank a peněžních ústavů, které využívají zdejšího výhodného daňového systému, a provozuje velké obchodní loďstvo plující pod levnou vlajkou. Hlavní město Nassau má výhodně položený, kdysi strategicky významný přístav. Do 50. let 20. století byl hlavním hospodářským odvětvím lov mořských hub.
Hospodářství Baham je závislé na turismu a takzvaném offshore bankingu. Bahamy jsou nejbohatší zemí v Západní Indii (Bahamské souostroví, Velké a Malé Antily) a mají 14. nejlepší HDP v Severní Americe. Je to stabilní, rozvíjející se národ v Lucayském souostroví a žije zde 391 232 obyvatel (2016). Stále se navyšující turismus a boom v budování nových hotelů, resortů a residencí má za následek solidní hospodářský růst po mnoho let, avšak zpomalení ekonomiky Spojených státu a útoky z 11. září 2001 zapříčinily zpomalení růstu hrubého domácího produktu v letech 2001–2003. Finanční služby představují druhý nejdůležitější sektor bahamského hospodářství, tvořící přibližně 15% hrubého domácího produktu (HDP). Avšak od prosince 2000, kdy tamní vláda zavedla nové regulace ve finančním sektoru, se mnoho mezinárodních firem a podniků rozhodlo opustit Bahamy. Průmysl a zemědělství tvoří dohromady asi 10 % HDP a vykazují pomalý růst a to i přes pomoc místní vlády. Celkový růst tak velmi závisí na tom, jak se daří turismu, který je hlavně ovlivňován růstem HDP v USA, protože 80 % všech turistů směřujících na Bahamy přijíždí právě odsud. Vláda kromě turismu a bankovnictví podporuje i rozvoj sekundárního sektoru.

### Rysy bahamské ekonomiky
Hospodářství Baham je skoro celé závislé na turismu a finančních službách, aby vygenerovalo co nejvíce ze zahraniční směny. Evropská unie považuje Bahamy, stejně jako některé další Karibské země, za nespolupracující jurisdikci, protože Bahamy nezajišťují daňovou spravedlnost.

#### Turismus
Turismus sám o sobě tvoří přibližně 51 % hrubého domácího produktu a zaměstnává asi polovinu Bahamské pracovní síly. V roce 2018 navštívily Bahamy přes 3 milióny turistů, většina z nich pocházejících ze Spojených států a Kanady. Velmi velký podíl na růstu celkového hospodářství Baham má podnik Kerzner International’s Atlantis Resort and Casino, který převzal bývalý Paradise Island Resort a zajistil potřebný a důležitý ekonomický růst. Bahamská vláda rovněž přijala proaktivní přístup k lákání zahraničních investorů a uskutečnila významné investiční mise na Dálný východ, Evropu, Latinskou Ameriku a Kanadu. Primární důvod těchto cest byl pokus o zlepšení reputace Baham na těchto trzích.

#### Finanční služby
Finanční služby představují druhý nejdůležitější sektor Bahamské ekonomiky, tvořící 17 % hrubého domácího produktu. Kvůli tomu tento stát získal status Offshore financial center. Od roku 1998 zde získalo licenci 418 bank a úvěrových společností. V roce 1990 Bahamy schválily International Business Companies (IBC) Act aby upevnily svůj status vedoucího finančního centra. Tento zákon zjednodušil a snížil ceny začleněných bankovních firem působících na Bahamách. Do 9 let od schválení bylo založeno více než 100 000 firem typu IBC. V únoru 1991 vláda rovněž legalizovala zřízení Asset Protection Trusts. V roce 2000, částečně jako odpověď na tvořící se plénum FATF Blacklist (seznam nespolupracujících zemí ve finančním sektoru), vláda uzákonila zákony regulující finanční sektor a vytvořila Financial Intelligence Unit včetně opatření know-your-customer, které má sloužit k lepšímu prověřování identity zákazníků. Dále následovali jen menší opatření, jako například Foundation Act z roku 2004 a plánované představení zákona o regulaci soukromých trustových podniků.

#### Zemědělství
Zemědělství a rybolov dohromady tvoří 5 % HDP. Bahamy vyvážejí humry a další ryby, avšak nechovají je komerčně. Na Bahamách není moc velká škála zemědělských produktů, a i ty nejvíce pěstované se většinou nevyvážejí, nýbrž se spotřebují místními. Zato dovoz je zde velmi důležitý. Každý rok se na Bahamy doveze množství potravin za 250 milionů dolarů. To tvoří asi 80 % potravin, které se zde spotřebují. Místní vláda se chce snažit zvýšit produkci potravin a snížit tím import a tím zvýšit zahraniční obchod. Mimo to také hledá zahraniční investory, kteří by zvýšili zemědělský export, převážně speciální potraviny, specifické pro místní oblast. Dále vydala seznam potravin a produktů, do kterých by si přála, aby se investovalo ze zahraničí, a to hovězí a vepřové maso, ovoce a ořechy, mléčné výrobky, zimní zeleninu a mořské plody.

#### Obchod
Bahamská vláda drží cenu Bahamského dolaru na stejné hodnotě s Americkým dolarem. Bahamy jsou členy U.S.-Caribbean Basin Trade Partnership Act, Kanadského Karibského programu a Lome IV Agreement Evropské unie. Přestože se Bahamy účastní politiky Karibského společenství (CARICOM), nevstoupily do společné ekonomické iniciativy s dalšími Karibskými státy.

#### Průmysl
Bahamy mají pár významných průmyslových podniků. Farmaceutickou firmu ve Freeportu PharmaChem Technologies, ropné středisko BORCO, rovněž ve Freeportu, které přepravuje ropu v regionu, Pivovar Commonwealthu v Nassau, který produkuje Heineken, Guinness a Kalik a Bacardi Corp., která destiluje rum v Nassau pro vývoz do USA a na evropský trh. Další průmyslové podniky jsou například Great Inagua továrna na vysoušení mořské soli, přístavní zařízení ve Freeportu pro opravu turistických lodí a doly aragonitu – druh vápence s průmyslovým využitím – na dně moře v Ocean Cay. Další menší, ale důležité podniky v bankovnictví jsou například Fidelity Bank Ltd. (FBB) a Royal Fidelity Merchant Bank & Trust Limited (RFMBT). FBB poskytuje širokou nabídku inovativních bankovních služeb. RFMBT je jediná obchodní banka na Bahamách a je spojená s Royal Bank of Canada. Nabízí investiční příležitosti a služby a láká většinu korporací na Bahamách. Hakwksbill Creek Agreement vytvořil bezcelní zónu ve Freeportu, Bahamského druhého největšího města, a s blízkou průmyslovou zónou láká zahraniční průmyslové investory. Hongkongská firma Hutchison Whapoma díky tomu otevřela přístav pro kontejnerové lodě ve Freeportu.

#### Daně
Bahamy nemají daň z příjmu, korporátní daň, daň z kapitálových zisků nebo daň pro bohaté podnikatele. Daně ze mzdy financují dávky sociálního pojištění ve výši 3,9 % placené zaměstnancem a 5,9 % placené zaměstnavatelem. V roce 2010 činily celkové daňové příjmy 17,2 % HDP. 1. ledna 2015 byla vybírána daň z přidané hodnoty (DPH) ve výši 7,5 %. S účinností od 1. července 2018 se poté zvýšila ze 7,5 % na 12 %.

## Obyvatelstvo
Černoši tvoří 85 % obyvatelstva, 12 % běloši a 3 % ostatní. Úředním jazykem je angličtina, která je překvapivě bližší britské angličtině, než té americké a které rozumí většina obyvatelstva. Kromě ní se na Bahamách hovoří bahamskou kreolskou angličtinou a kreolskou francouzštinou (kterou hovoří převážně imigranti z Haiti). Obyvatelé Baham jsou velmi zbožný národ, země má nejvíce kostelů na osobu na světě. Křesťanství je nejrozšířenějším náboženstvím. Nejdominantnější je Baptistická církev, ve kterou věří ⅓ obyvatelstva. Jiné církve jsou anglikáni, římští katolíci a metodisté.
Gramotnost v zemi dosahuje 95 %.
Problémem Baham je vysoká kriminalita, dojde zde ročně k 30,9 vraždám na sto tisíc obyvatel.

## Kultura
Bahamy prosluly díky pouličnímu festivalu junkanoo. Typickým hudebním stylem je goombay, jehož interpretem byl Blake Alphonso Higgs. Skupina Baha Men získala v roce 2001 Grammy za skladbu „Who Let the Dogs Out“. Významnými osobnostmi bahamské literatury jsou Patricia Glinton-Meicholasová a Winston Saunders. Z výtvarných umělců se nejvíce prosadil Horace Kenton Wright.

## Sport
Národním sportem je kriket, který se zde hraje od roku 1846. Největších mezinárodních úspěchů dosáhli bahamští atleti jako sprinteři Tonique Williams-Darlingová, Shaunae Millerová, Savatheda Fynesová, Debbie Fergusonová-McKenzieová, Devynne Charltonová, Avard Moncur a Steven Gardiner, trojskokani Leevan Sands a Frank Rutherford a výškaři Troy Kemp a Donald Thomas (atlet). Tenista Mark Knowles byl světovou jedničkou ve čtyřhře. Plavkyně Arianna Vanderpoolová vyhrála Panamerické hry. Baseballista Antoan Richardson se prosadil v Major League Baseball jako hráč i trenér. Olympijských her se Bahamy účastní od roku 1952. Získaly osm zlatých olympijských medailí, sedm v atletice a jednu v jachtingu díky dvojici Durward Knowles a Cecil Cooke. V roce 2017 se v Nassau konaly hry mládeže Commonwealthu.